# Fawn Veerasunthorn
Prasansook Veerasunthorn, més coneguda com a Fawn Veerasunthorn   (Chonburi, c. 1983), és una directora de cinema i artista d'històries tailandesa de Walt Disney Animation Studios. És coneguda per treballs com Frozen i Zootròpolis. El 2020, va ser triada per la revista Animation Magazine com una de les 14 estrelles emergents del món de l'animació.
Nascuda i criada a la província tailandesa de Chonburi, de petita es va sentir commoguda per la pel·lícula Dumbo, sobretot per una escena dissenyada per Mary Blair. Va fer la secundària a l'Escola de Triam Udom Suksa de Bangkok i a continuació va començar a instruir-se en medicina a la Universitat Mahidol, però es va adonar de la seva passió per l'animació (en part gràcies al seu company d'institut Paitoon Ratanasirintrawoot), així que amb 19 anys es va mudar als Estats Units amb un visat d'estudiant. Allà, es va formar al Columbus College of Art and Design d'Ohio fins al 2004 amb una beca parcial. Com que al principi no dominava l'anglès, li va semblar que el cinema era un mitjà d'expressió idoni per a ella.
Va passar per diversos estudis d'animació, com ara 6 Point Harness, Warner Bros, Illumination Entertainment i Nickelodeon Animation Studio, en els quals va contribuir en les produccions Gru 2, el meu dolent preferit i The Lorax. Finalment, el 2011 es va assentar a Walt Disney Animation Studios. El primer projecte de Disney en què va prendre part és el film Frozen: El regne del gel, per al qual feia guions il·lustrats breus anomenats beatbords. En l'edició del 2013, l'equip va guanyar l'Oscar a la millor pel·lícula d'animació.
Més endavant, va treballar en els títols En Ralph destrueix internet, Frozen II, Zootròpolis i Vaiana. Aquests dos últims van tenir una gran rebuda mundial, a més de rebre i ser nominat a l'Oscar a la millor pel·lícula d'animació, respectivament. Per la trajectòria, l'artista va ser ascendida a cap del departament d'animació de Disney, així que va coordinar Raya i l'últim drac com a head of story.
El seu debut com a directora de cinema, acompanyada de Chris Buck, és el film Wish: el poder dels desitjos, que es preveu que es publiqui el novembre del 2023. De fet, després d'anunciar-se, el portaveu del Govern de Tailàndia Anucha Burapachaisri va felicitar-la per ser la primera persona del país a dirigir una pel·lícula d'animació de Disney.
Fora de l'àmbit purament cinematogràfic, el 2021 va col·laborar en l'antologia de còmics Where is Dead Zero?, coordinada per Normand Lemay. A més de Dumbo, algunes de les referències artístiques que cita són Mulan, J'ai perdu mon corps, El detectiu Conan, Sailor Moon i Shin-chan. Per a la pel·lícula Frozen va agafar inspiració de les princeses del folklore tailandès.
Pel que fa a la vida personal, viu a Burbank (Califòrnia) amb el seu marit, la seva filla i dos gats. Durant la joventut va viure a Los Angeles.